# Lumholtz-Baumkänguru

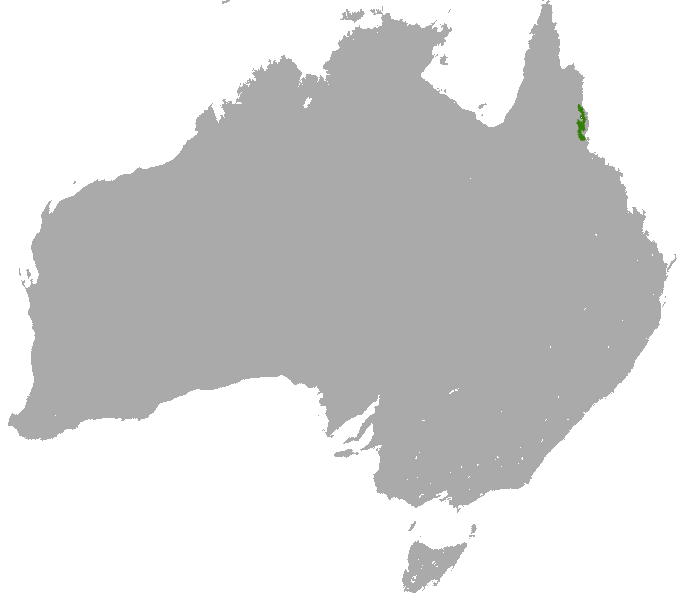
Verbreitungskarte des Lumholtz-Baumkängurus

Das Lumholtz-Baumkänguru (Dendrolagus lumholtzi) ist eine Art aus der Familie der Kängurus. Die Art ist nach dem norwegischen Naturforscher und Ethnologen Carl Sophus Lumholtz benannt. Neben dem Bennett-Baumkänguru (Dendrolagus bennettianus) ist es eine von zwei in Australien vorkommenden Arten der Baumkängurus. Die indigene Bezeichnung der Aborigines ist Boongarry.

## Beschreibung
Das Lumholtz-Baumkänguru wird zwischen 110 und 130 Zentimeter groß. Der runde und zylindrisch geformte Schwanz macht mehr als die Hälfte der Gesamtlänge aus. Er dient als Balancier- und Steuerorgan. Die Männchen werden größer und schwerer als die Weibchen. Die Hinterbeine sind deutlich kräftiger entwickelt als bei den bodenbewohnenden Kängurus. Die Vorderbeine sind fast gleich lang wie die Hinterbeine. Der Kopf ist klein und von leicht dreieckiger Form mit spitz zulaufender Schnauze. Die Ohren sind ausgesprochen klein und gerundet. Das Fell ist braun bis dunkelbraun oder sogar schwarz gefärbt. Die Brust- und die Bauchseite sind leicht cremefarben.

## Lebensweise
Das Lumholtz-Baumkänguru ist nachtaktiv. Es verbringt die meiste Zeit seines Lebens auf Bäumen. Es kann aus einigen Metern Höhe von einem Baum auf den Erdboden springen, ohne sich zu verletzen. Die kräftigen Hinterbeine dienen dabei als Feder. Tagsüber sitzt es zusammengekauert im Astwerk und schläft. Mit der Abenddämmerung wird es aktiv und geht auf Nahrungssuche. An Ästen hält es sich sowohl mit den Hinter- als auch mit den Vorderbeinen fest. Das Lumholtz-Baumkänguru lebt meist einzelgängerisch. Kleine, höchstens vier Exemplare zählende Fressgemeinschaften konnten beobachtet werden. Geschlechtsreife Männchen begegnen sich hochaggressiv und bekämpfen sich manchmal bis zum Tod eines der Kontrahenten.

## Verbreitung
Das Lumholtz-Baumkänguru lebt in Australien im tropischen Regenwald des nördlichen Queensland. Dort ist sein relativ kleines Verbreitungsgebiet auf die Atherton-Hochebene begrenzt.

## Ernährung
Das Lumholtz-Baumkänguru ist ein reiner Pflanzenfresser. Es ernährt sich von Blättern und Früchten. Manchmal geht es auch in Mais- und Getreidefeldern auf Futtersuche.

## Fortpflanzung
Weibliche Lumholtz-Baumkängurus werden frühestens mit etwas über zwei Jahren, Männchen mit etwa viereinhalb Jahren geschlechtsreif. Die Paarungszeit ist ganzjährig. Nach einer Tragezeit von 47 bis 64 Tagen bringt das Weibchen ein Jungtier zur Welt. Das Jungtier ist circa zwei Zentimeter groß und ein bis zwei Gramm schwer. Das Jungtier krabbelt vom Geburtskanal in den Beutel und saugt sich an einer der vier Zitzen fest. Nach fünf Monaten schaut es das erste Mal aus dem Beutel. Nach 246 bis 275 Tagen verlässt es den Beutel zum ersten Mal. Die Jungtiere sind nach weiteren 87 bis 240 Tagen entwöhnt und verlassen die Mutter. Lumholtz-Baumkängurus können bis zu acht Jahre alt werden. In zoologischen Gärten überlebte bis jetzt kein Exemplar die Jugendzeit. Untersuchungen zur Fortpflanzungsbiologie fanden in großzügigen Freigehegen in ihrem natürlichen Lebensraum statt.